# Cité des sciences (Tunis)
Pour les articles homonymes, voir Cité des sciences.
La Cité des sciences à Tunis (arabe : مدينة العلوم بتونس) est un établissement tunisien spécialisé dans la diffusion de la culture scientifique et technique à l'échelle nationale.
Elle a pour mission la promotion et la diffusion à un large public, notamment aux enfants et aux adolescents, du savoir et de la culture scientifiques à travers des manifestations, des expositions et des démonstrations interactives. Un bus scientifique permet de transporter des expositions itinérantes, des mini-planétariums et un laboratoire.

## Bâtiment

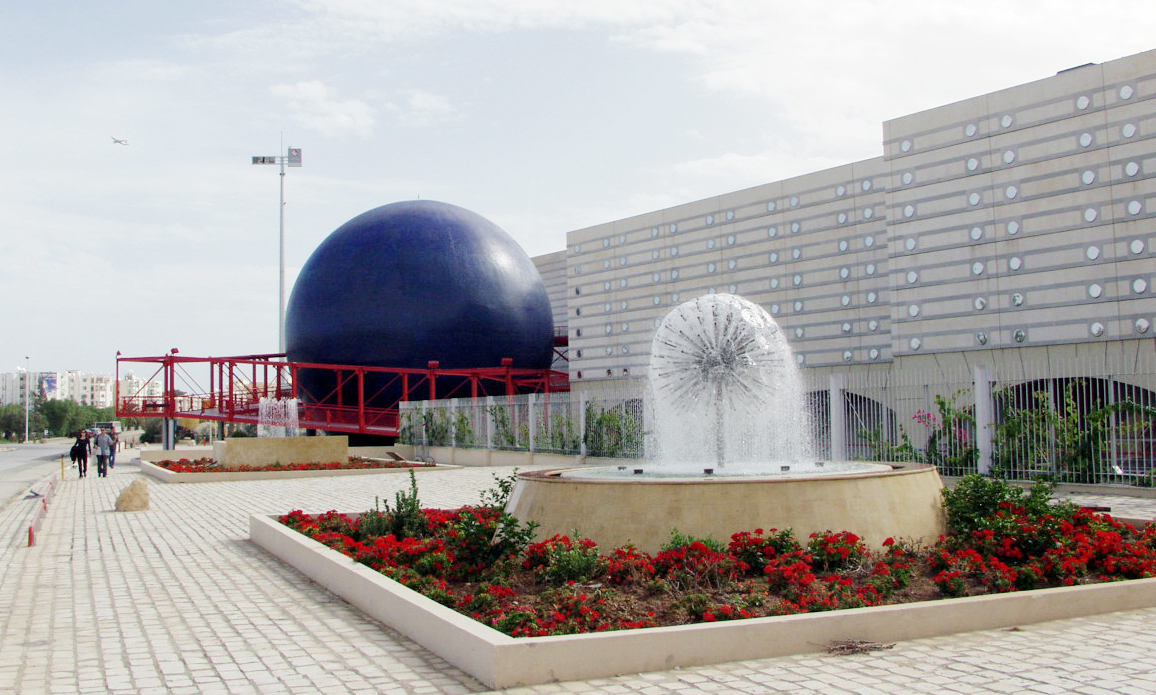
Planétarium.

La cité est située au nord de Tunis, sur l'avenue Mohamed-Bouazizi, et s'étend sur six hectares. Elle est édifiée autour des vestiges du bassin d'Abou Fehr, aménagé au XIIIe siècle par le sultan hafside Abû `Abd Allah Muhammad al-Mustansir pour irriguer, à partir des aqueducs romains, des jardins de style andalou.
Elle comporte plusieurs espaces d'exposition, dont un planétarium, reliés à un jardin des plantes par une passerelle piétonne de 600 mètres de long, sous forme d'aqueduc, constituée de verre transparent conduisant l'eau entre les différents espaces de la cité.

## Espaces
Les espaces de la Cité des sciences sont structurés selon une logique temporelle, de la création de l'univers à la période contemporaine.
Le planétarium est doté d'un système de projection numérique haute définition (HD fulldome).

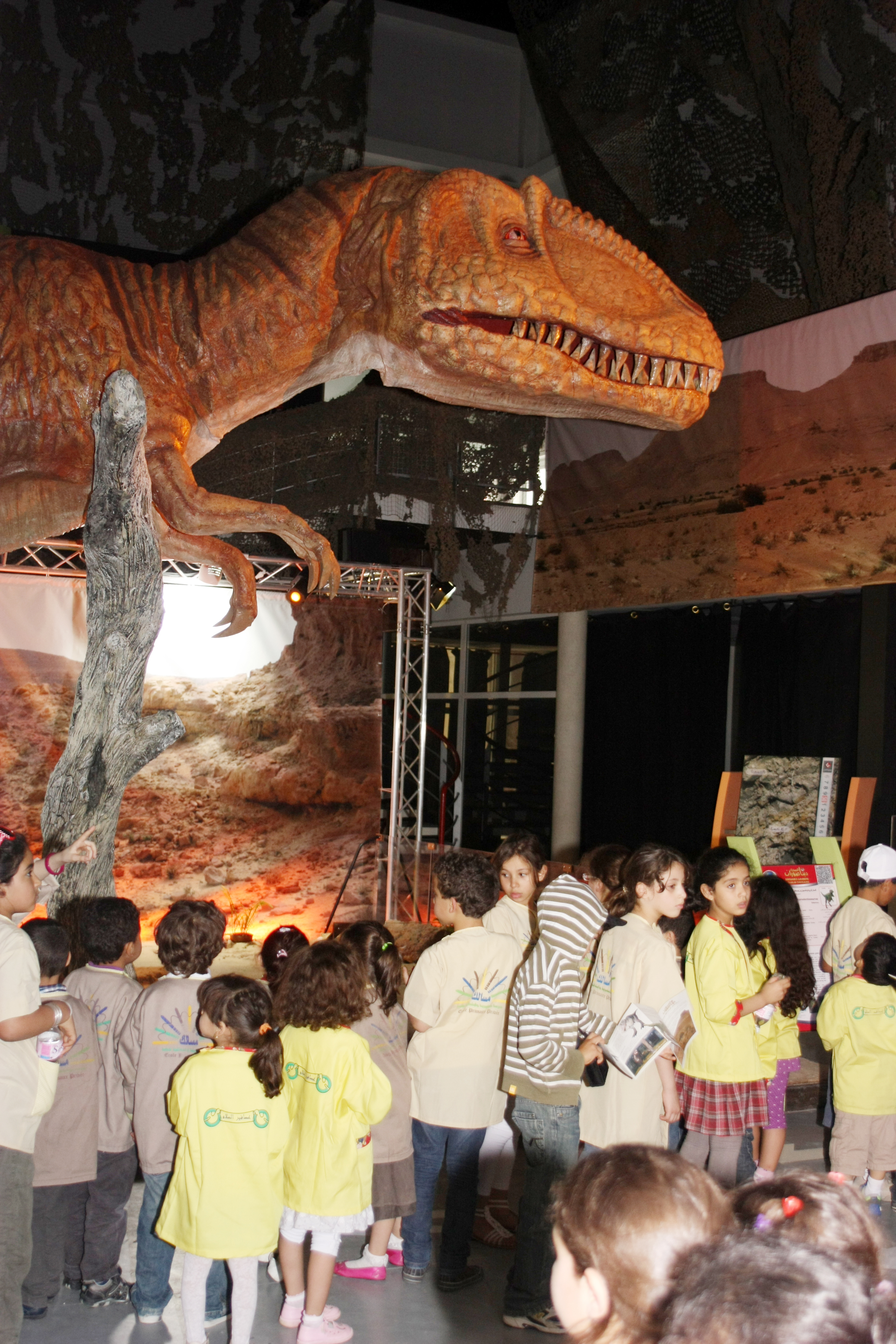
Exposition « Dinosaures sahariens ».

L'espace « L'Univers » présente les différents objets célestes, le positionnement du système solaire et de la Terre en son sein, la géologie de la Terre et avec les différents types de roches en rapport avec l'histoire de la géologie et des sédiments. L'espace « La vie et l'homme » donne quant à lui une vision globale de la vie sur Terre, en retraçant son histoire depuis les origines, sa diversité et la place occupée par l'homme dans ce processus. L'espace « Explora » est conçu pour des enfants entre 6  et   15 ans afin de susciter chez eux un éveil à la science ; il est doté de deux salles d'expositions au rez-de-chaussée et au premier étage, d'un mini auditorium et d'un laboratoire d'expérimentations.

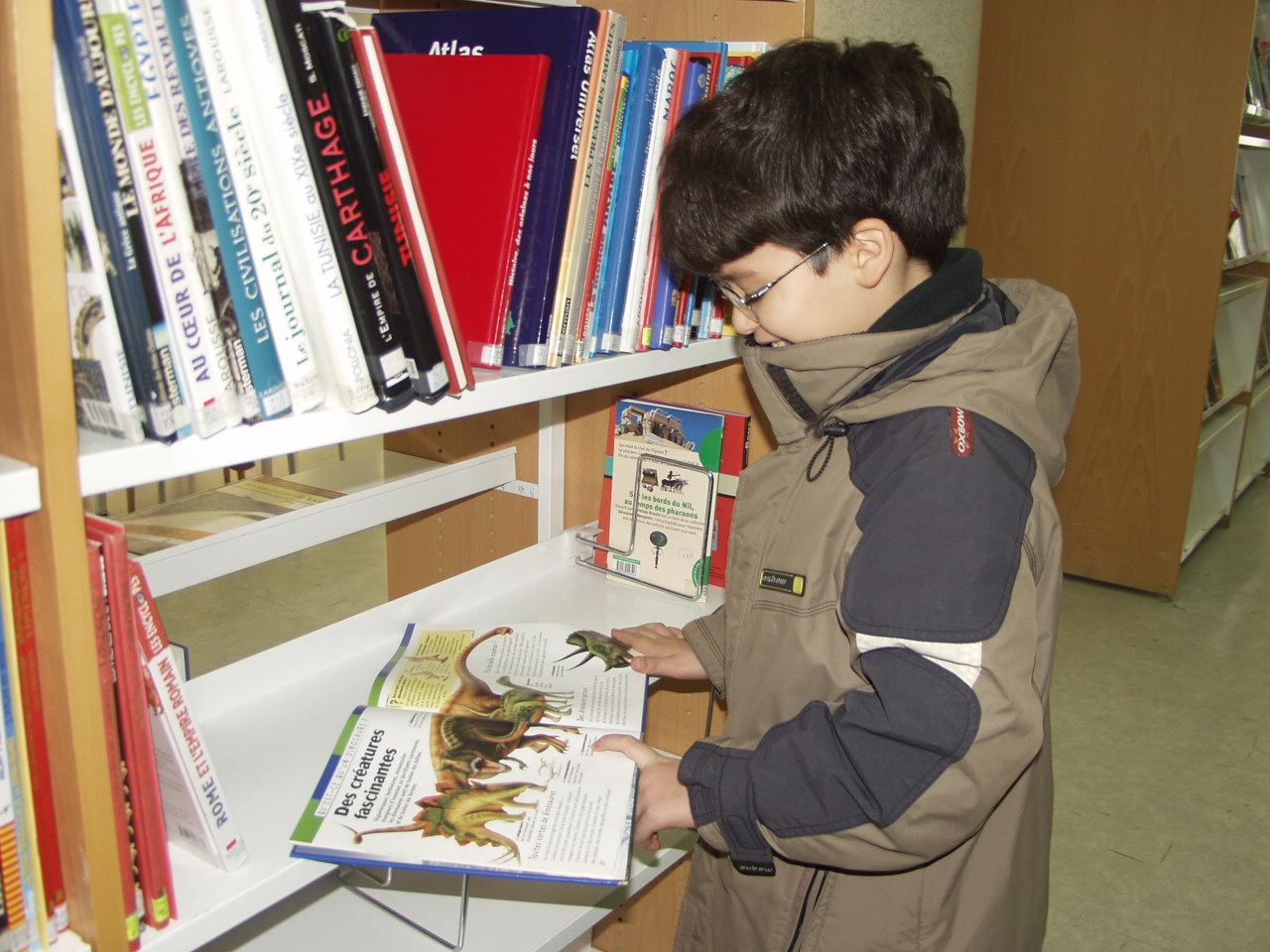
Médiathèque.

La médiathèque, qui a pour objectif d'assurer une large diffusion de l'information scientifique, est scindée en deux sections : l'une destinée aux enfants au rez-de-chaussée et l'autre destinée au grand public au premier étage. Elle est complétée par un centre d'accès à l'information tourné vers la diffusion de la culture numérique et des technologies de l'information et de la communication ; il se compose d'une salle de formation en informatique, d'une salle de conférences et d'un espace permettant un accès gratuit à Internet. Le dispositif est complété par un centre de congrès, divisé en deux auditoriums et des salles de conférences, conçus pour abriter des conférences, séminaires et symposiums.
Le pavillon des expositions temporaires abrite en moyenne deux à trois expositions par an comme l'exposition « Dinosaures sahariens », (2013) ou l'exposition « Math 21 » qui occupe le rez-de-chaussée. L'exposition « SIDA » et « Tous parents tous différents » se trouvent de façon permanente dans la mezzanine. Des espaces d'expositions de plein air sont constitués essentiellement de modules pour illustrer les plus importants jalons de l'histoire des sciences.

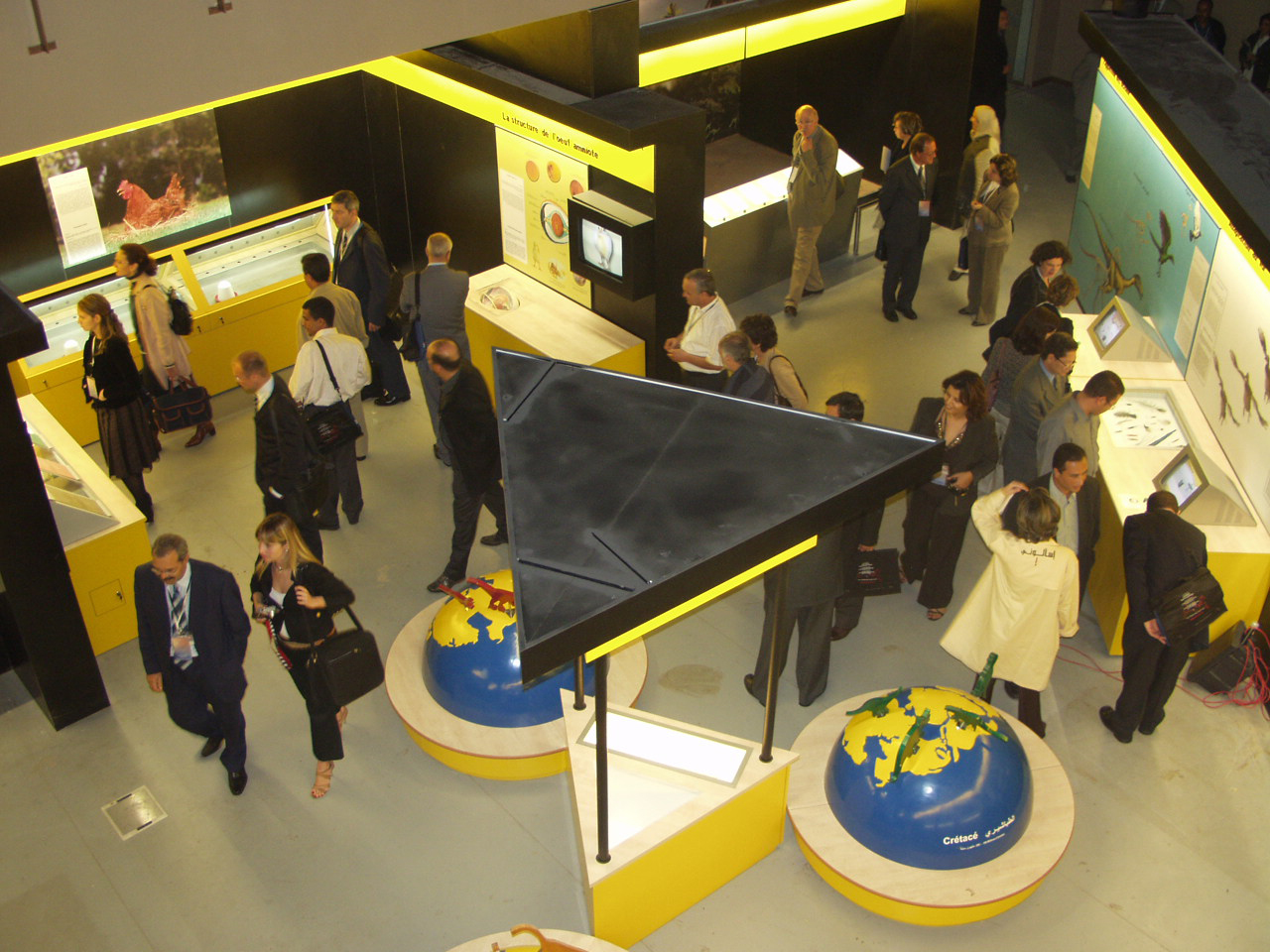
Espace « La vie et l'homme ».
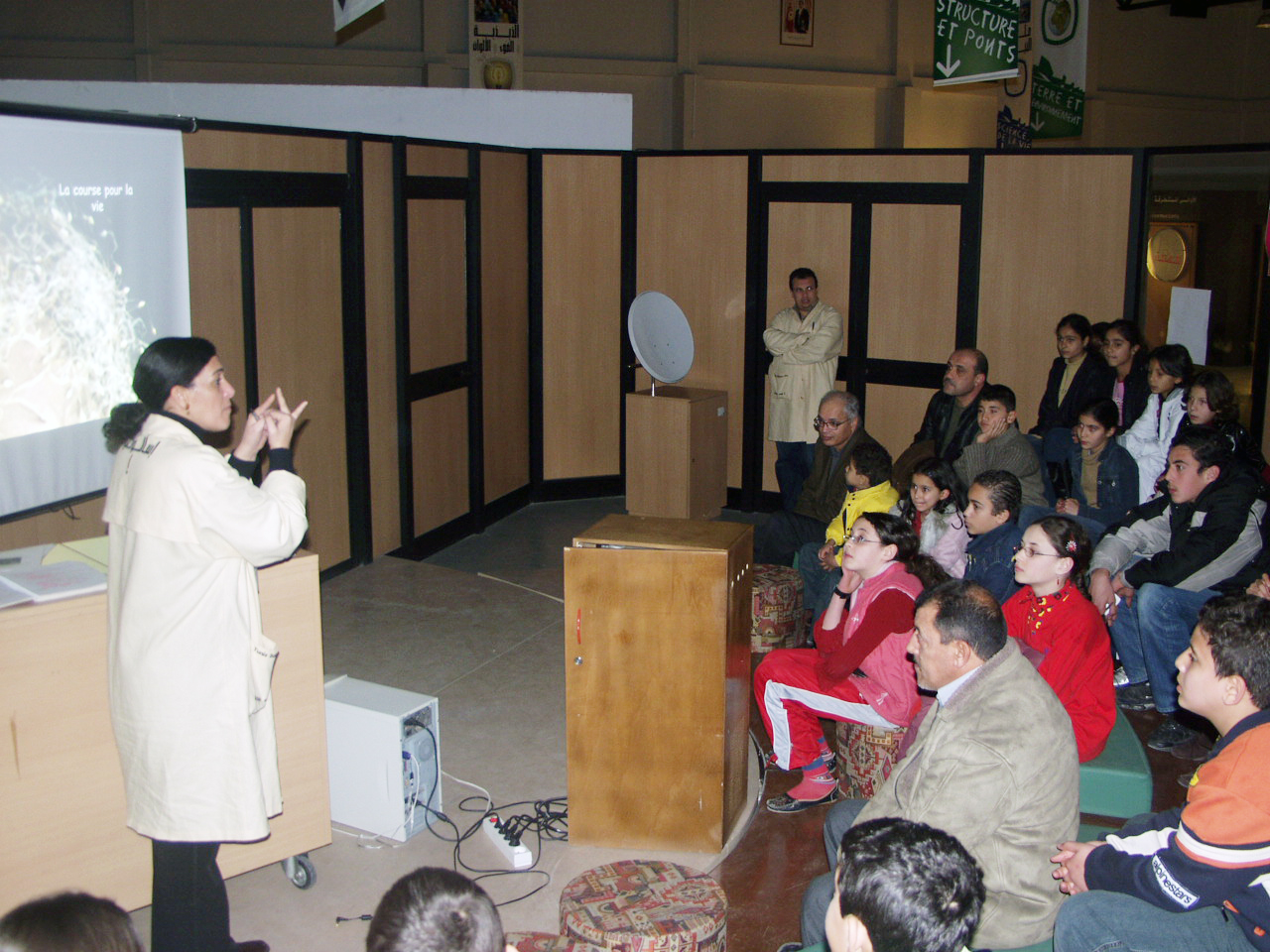
Pavillon « Explora ».
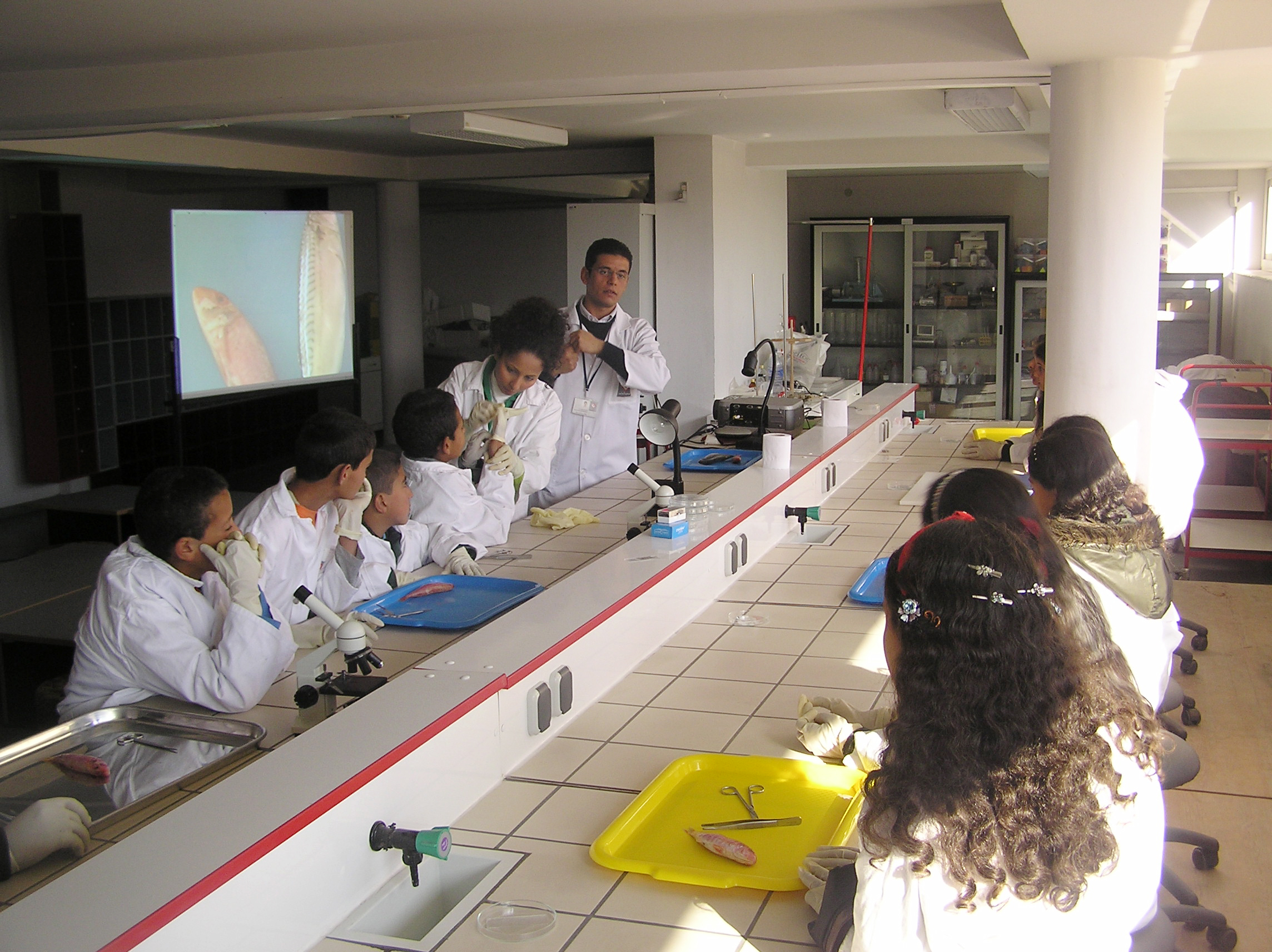
Laboratoire d'« Explora ».
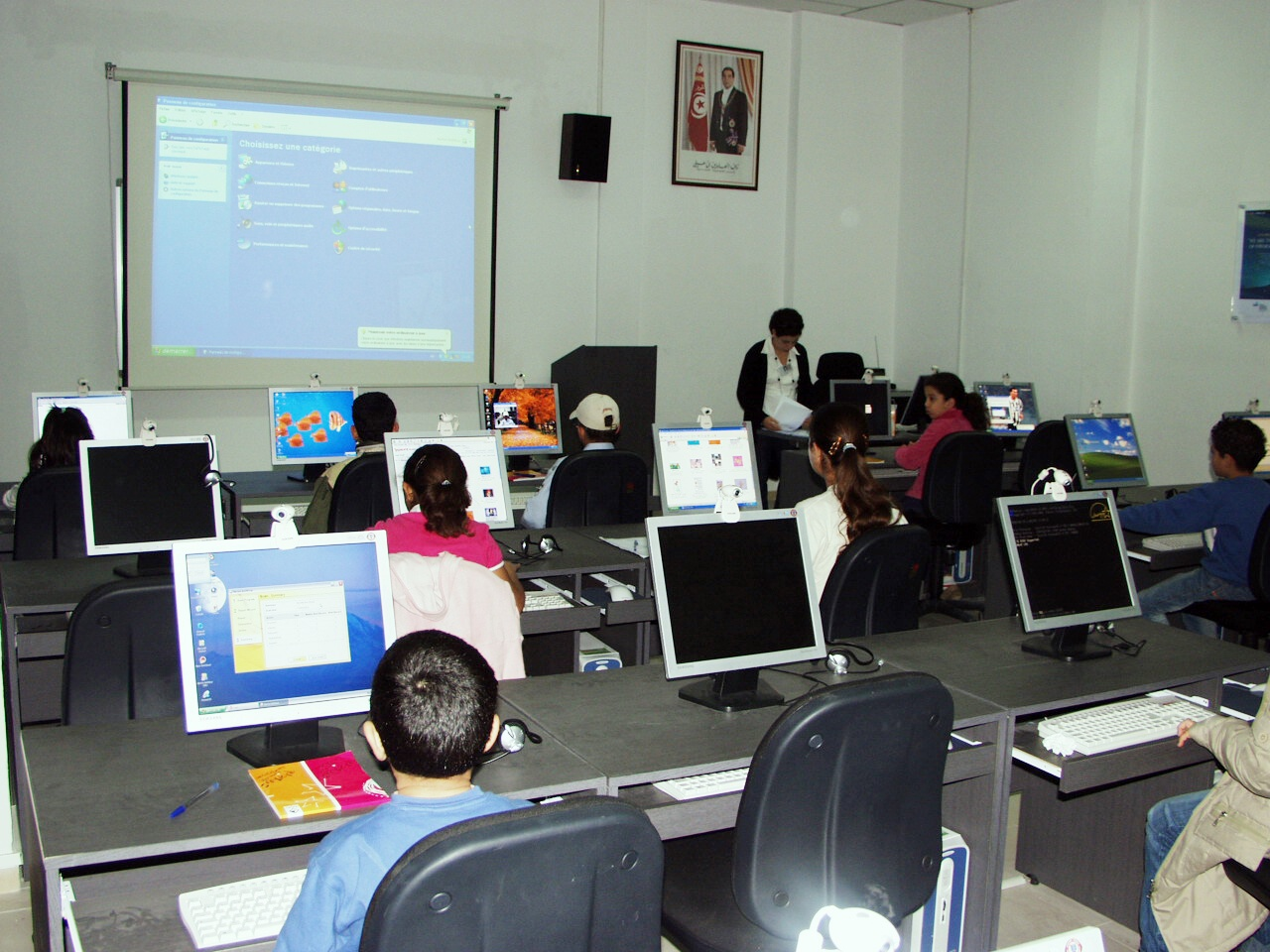
Centre d'accès à l'information.

## Direction
En février 2018, Dorra Ghorbel est nommée directrice générale de la Cité des sciences de Tunis. Deux ans plus tard, le maire de Hammam Chott, Fethi Zagrouba, est nommé à ce poste.

## Villages des sciences
En mars 2014, un village des sciences est ouvert à Tataouine à l'initiative de la Cité des sciences.